# Coward of the County
Coward of the County är en sång från 1979 framförd av Kenny Rogers, och samskriven av Roger Bowling och Billy Ed Wheeler. Sången toppade listan Billboard Hot Country Singles, nådde tredjeplats på Billboard Hot 100, och förstaplats på den brittiska poplistan. Den var senaste traditionella countrylåt att toppa i Storbritannien, vilket skedde i februari 1980.
Låten har spelats in med svensk text av Mats Rådberg, som Akta dig för Tommy, och Alf Robertsson, som Balladen om Nisse Karlsson.

## Handling
"Coward of the County" är en historieberättande låt, och handlar om en ung man vid namn Tommy. Då Tommy är 10 år dör hans far i fängelse. Tommy och hans farbror kommer för att se honom en sista gång, och Tommys far ber honom att lova att helst inte slåss om han blir provocerad och att "vända andra kinden till" inte nödvändigtvis är ett tecken på svaghet. Detta lovar Tommy och Tommy får därefter därför ett rykte som "Coward of the County" ("countyts fegis").
Tommy blir kär i en flicka vid namn Becky och hon älskar honom trots att han inte vill slåss. En dag, då Tommy arbetar, använder de tre "Gatlin Boys" ("Gatlinpojkarna"), skurkar som attackerar Becky. Då Tommy återvänder hem och påträffar Becky skadad, han tvingas välja mellan att hålla löftet till sin far eller att hämnas brottet som begåtts mot Becky.
Till slut beger sig Tommy till den lokala baren där Gatlinpojkarna finns. Först ser det ut som att han skall hålla sitt löfte och de skrattar åt honom när han vänder sig mot dörren. Dock har han gjort så för att stänga den. Sedan utbryter ett slagsmål som slutar med att Gatlinpojkarna slås medvetslösa. Sedan förklarar han att trots att hans far bad honom undvika trubbel hoppas han att hans far (som spöke) förstår att man ibland faktiskt måste slåss om man är man.

## Film
Sången inspirerade 1981 till en TV-film med samma namn, som utspelar sig i Georgia under andra världskriget. I filmen medverkar: Kenny Rogers själv som pastor Matt Spencer (historieberättaren); Frederick Lehne som hans bråkiga kusin Tommy Spencer; och Largo Woodruff som Becky. I filmen finns även figurer som inte nämns i sången, som: Car-Wash (Noble Willingham); Violet (Ann-Alicia); och Lem Gatlin, far till "Gatlinpojkarna" (bröderna Jimmy, Paul och Luke).

## Kontrovers kring Gatlin
Det har påståtts att "Gatlin boys" refererar till bröderna Gatlin, mot vilka låtskrivaren Roger Bowling ansågs ha förutfattade meningar . Men i "The Billboard Book of Number One Country Singles," förklarade Kenny Rogers att han inte insåg det, i så fall skulle han frågat dem om de ville ändra namn. Larry Gatlin gav också låten bra kritik ("It's a good song", "Det är en bra låt") .
Bröderna Gatlin for 1980 med Kenny Rogers på turné, och stod för körsång 1984 på hans singel "Buried Treasure."

## Listplaceringar
| Lista (1979/1980)                                   | Topplacering |
| --------------------------------------------------- | ------------ |
| Amerikanska Billboard Hot Country Singles           | 1            |
| Amerikanska Billboard Hot 100                       | 3            |
| Amerikanska Billboard Hot Adult Contemporary Tracks | 5            |
| Kanadensiska RPM Country Tracks                     | 1            |
| Kanadensiska RPM Top Singles                        | 1            |
| Kanadensiska RPM Adult Contemporary Tracks          | 1            |
| Brittiska singellistan                              | 1            |

### Fotnoter
1. ↑  GoHastings.com Arkiverad 28 september 2007 hämtat från the Wayback Machine.
2. ↑  Roland, Tom, "The Billboard Book of Number One Country Hits" (Billboard Books, Watson-Guptill Publications, New York, 1991 (ISBN 0-82-307553-2))

Den här artikeln är helt eller delvis baserad på material från engelskspråkiga Wikipedia, tidigare version.